# Эстампи
Эстампи́, или эстампи́да (франц. estampie, лат. stantipes) — жанр средневековой (одноголосной) вокальной, а также инструментальной музыки преимущественно танцевального характера. Французские эстампи XIII в. — древнейший дошедший до нас нотированный образец инструментальной музыки Европы. 
Как можно судить по свидетельству теоретика конца XIII века Иоанна де Грокейо, стихотворная форма эстампиды была строфической, с рефреном и дополнением (франц. envoi). Число строф строго не устанавливалось:

Эстампи называется такая шансон, в которой различие между частями и рефреном затрагивает и рифмовку и мелодию, как, например, во французских A l'entrant d'amors и Certes mie ne cuidoie. Из-за своей изысканности эстампи заставляет души юношей и девушек сосредоточиться, отвлекая их от порочных мыслей. <...> В дукции и эстампи мелодии согласуются, а рифмы — нет. Также, в дукции и эстампи рефрен с дополнениями называется строфой; число строф не ограничено, но может расширяться по воле сочинителя и в зависимости от значительности содержания.— Иоанн де Грокейо
Каждая поэтическая строфа состояла, как правило, из двух стихов, завершаемых короткими рефренами. Каждая музыкальная «строфа» — из двух одинаковых по музыке разделов с различающимися клаузулами (каденциями), называемыми «открытой» и «закрытой». Такие строфы (или стихи), образующие важнейшие отделы целостной текстомузыкальной формы, Грокейо называет «пунктами» (лат. puncti). В инструментальных эстампидах рефрен (небольшая музыкальная фраза) кочует из строфы в строфу, завершая очередной «пункт».

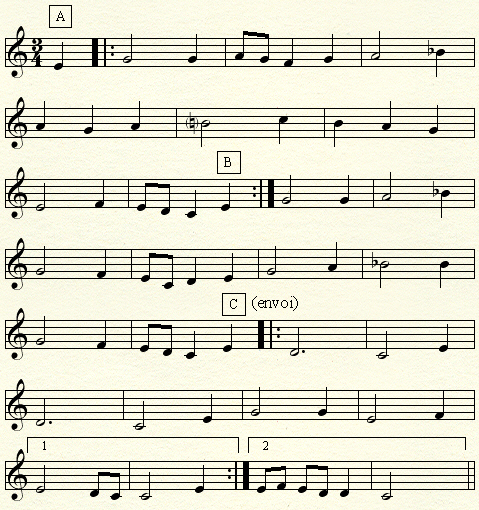
Эстампи «Kalenda maya» (стих не показан). Метрическая транскрипция.

Как и в других жанрах менестрельной музыки средневековья, мелодический остов эстампиды от строфы к строфе украшался многочисленными орнаментами, вследствие исполнительской (инструментальной) импровизации. Одноголосная эстампида скорее всего исполнялась с добавлением бурдона (например, в виде сопранового и басового органного пункта). Редчайший образец нотированной многоголосной обработки эстампи — в оксфордской рукописи XIII века Bodley, Douce 139. 
Самый знаменитый образец вокальной эстампи — «Начало мая» («Kalenda Maya») трубадура XII века Раймбаута де Вакейраса. Древнейшие собрания инструментальных эстампид находятся в двух известных рукописях: лондонской (аббревиатура RISM GB-Lbm Add. 29987) и парижской F-Pn fr.844, ff.103v–104v (так называемый «королевский» манускрипт, Manuscrit du Roi). Лондонская рукопись датируется концом XIV века и содержит мензуральную запись 19 итальянских танцев, из которых 8 идентифицируются как эстампиды. Парижская рукопись датируется серединой XIII века и содержит 8 французских, «королевских», эстампи, записанных в квадратной нотации. Репертуар обеих этих рукописей обильно представлен в современных аудиозаписях (например, ансамблем Estampie).